# اوقات خوش (فیلم)
اوقات خوش (به انگلیسی: Good Times) فیلمی محصول سال ۱۹۶۷ و به کارگردانی ویلیام فریدکین است. در این فیلم بازیگرانی همچون سانی بونو، شر، جرج سندرز، نورمن آلدن، لری دوران، کلی توردسن و لنی واینریب ایفای نقش کرده‌اند.